# Данијеле Орсато
Данијеле Орсато (итал. Daniele Orsato; Виченца, 23. новембар 1975) бивши је италијански фудбалски судија. Судио је на утакмицама Серије А, Лиге шампиона и Лиге Европе. Био је део Уефине елитне категорије фудбалских судија.
Постао је званични судија Фифе 2010. Судио је на квалификационим турнирима за Европско првенство 2012. и Светско првенство 2014. Био је редовни арбитар у групним и нокаут фазама Лиге шампиона, а 2020. судио је финале тог такмичења. На Светском првенству 2018. био је главни судија у ВАР соби на утакмици Хрватска—Данска.
Дана 12. фебруара 2019. Орсато је судио утакмицу осмине финала Лиге шампиона између Манчестер јунајтеда и Пари Сен Жермена на ком је укупно показао десет жутих и један црвени картон.